# Isomoralla eriscota
Isomoralla eriscota là một loài Oecophoridae thấy ở Úc. Con trưởng thành có cánh trước màu nâu với các dải màu nâu nhạt hơn.

## Hình ảnh

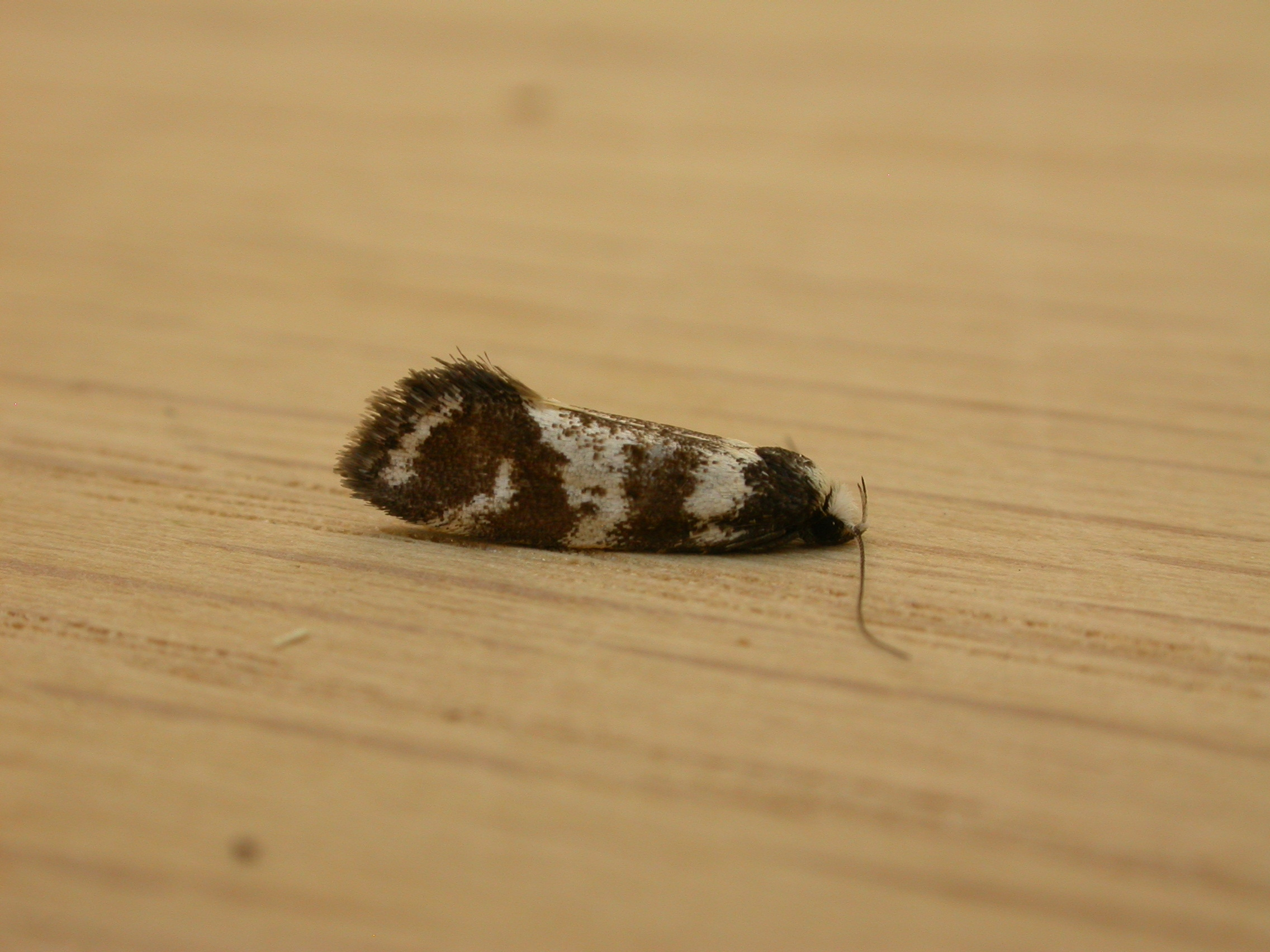
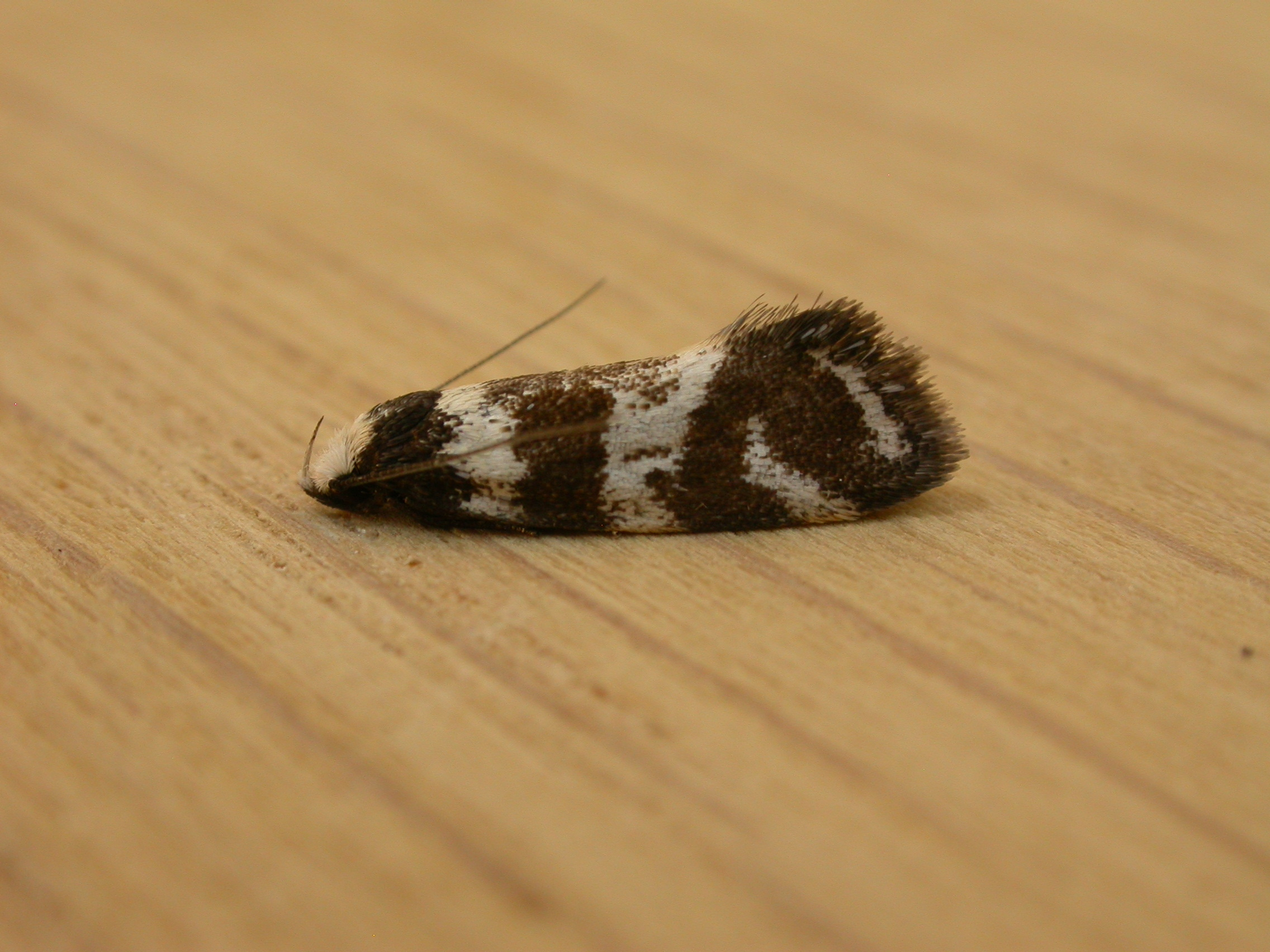
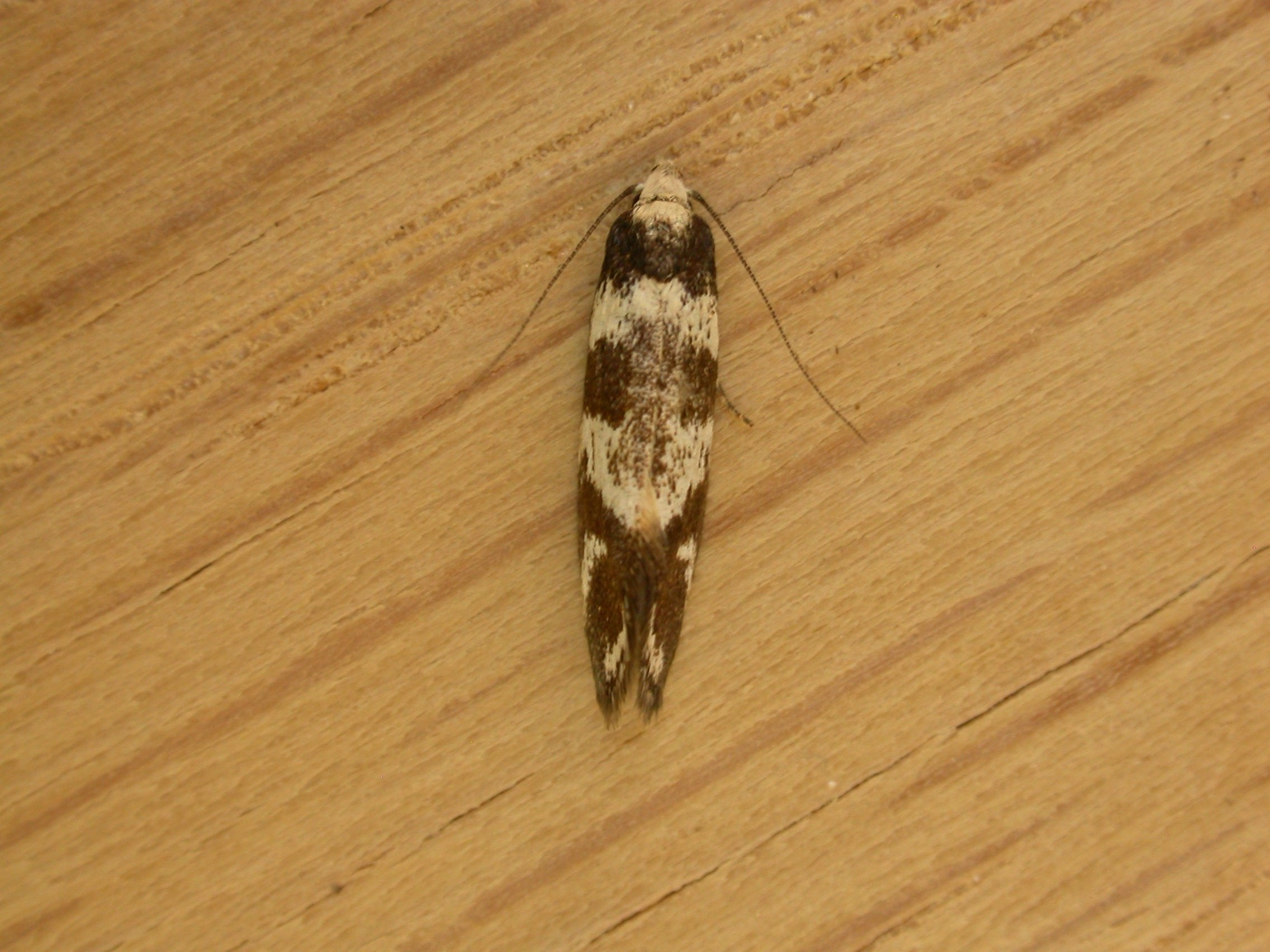
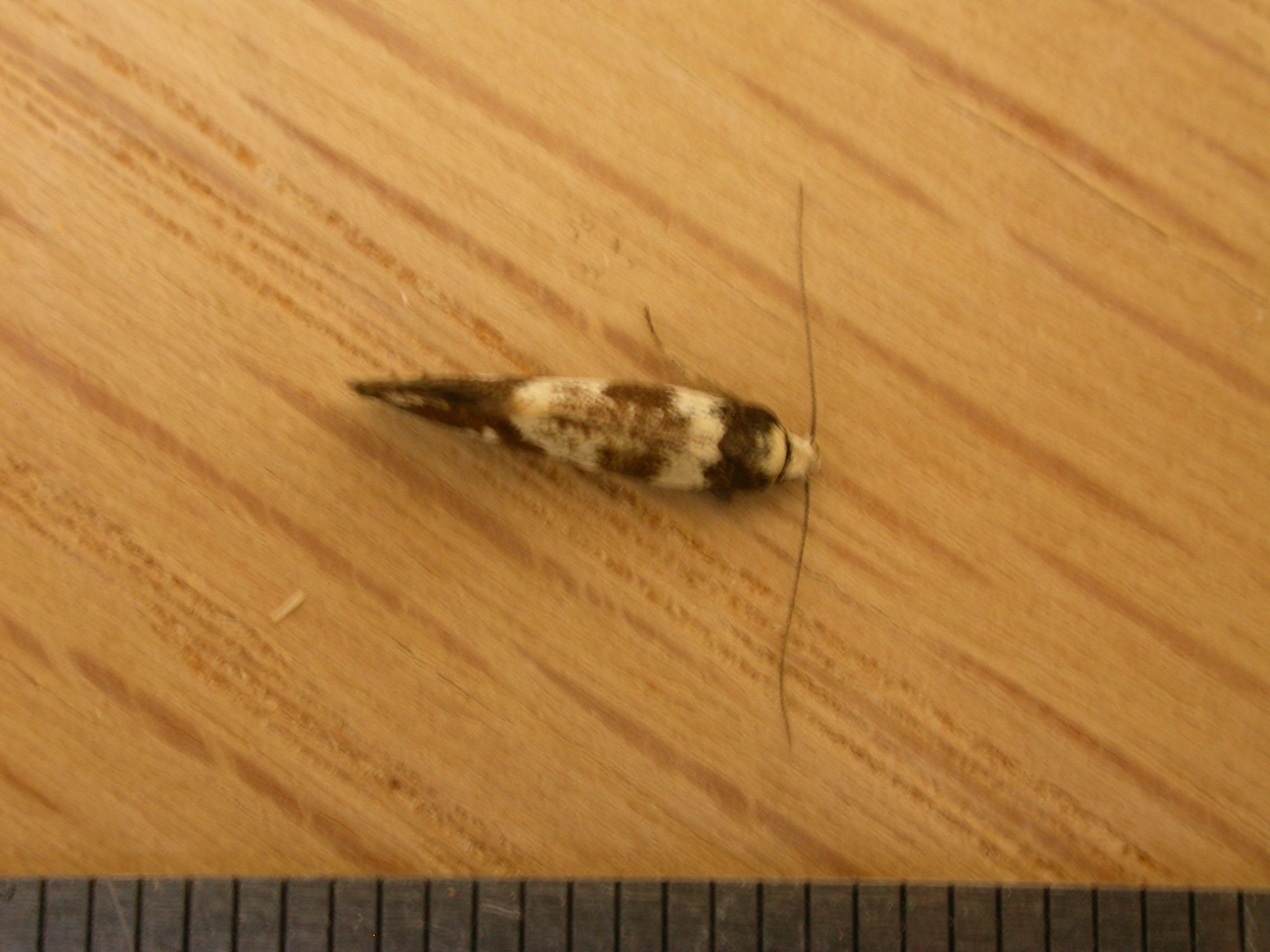